# Diplazium hymenodes
Diplazium hymenodes är en majbräkenväxtart som först beskrevs av Georg Heinrich Mettenius och som fick sitt nu gällande namn av Áskell och Doris Benta Maria Löve.
Diplazium hymenodes ingår i släktet Diplazium och familjen Athyriaceae. Inga underarter finns listade i Catalogue of Life.